# Liste der Außenminister Ungarns
Diese Liste umfasst alle Außenminister Ungarns.

## 1848–1849
- Fürst Paul III. Anton Esterházy de Galantha, 7. April 1848 – 9. September 1848
- Graf Kázmér Batthyány, 8. Mai 1849 – 16. Juli 1849

## 1867–1918
- Graf György Festetics, 20. Februar 1867 – 19. Mai 1871
- Baron Béla Wenckheim, 19. Mai 1871 – 7. Juli 1879
- Graf Kálmán Tisza, 11. Juli 1879 – 25. September 1879
- Baron Béla Orczy, 25. September 1879 – 24. Dezember 1890
- Graf Ladislaus von Szögyény-Marich, 24. Dezember 1890 – 24. Oktober 1892
- Baron Géza Fejérváry, 24. Oktober 1892 – 19. November 1892 (1.)
- Graf Lajos Tisza, 19. November 1892 – 10. Juni 1894
- Graf Gyula Andrássy der Jüngere, 10. Juni 1894 – 15. Januar 1895
- Baron Géza Fejérváry, 15. Januar 1895 – 18. Januar 1895 (2.)
- Baron Sámuel Jósika, 18. Januar 1895 – 20. Januar 1898
- Baron Dezső Bánffy, 20. Januar 1898 – 20. Dezember 1898
- Graf Manó Széchényi, 20. Dezember 1898 – 7. März 1900
- Kálmán Széll, 7. März 1900 – 29. März 1900
- Graf Gyula Széchényi, 29. März 1900 – 27. Juni 1903
- Graf Károly Khuen-Héderváry, 27. Juni 1903 – 3. November 1903 (1.)
- Graf István Tisza, 3. November 1903 – 3. März 1904 (1.)
- Graf Károly Khuen-Héderváry, 3. März 1904 – 18. Juni 1905 (2.)
- Baron Géza Fejérváry, 18. Juni 1905 – 8. April 1906 (3.)
- Graf Aladár Zichy, 8. April 1906 – 17. Januar 1910 (1.)
- Graf Károly Khuen-Héderváry, 17. Januar 1910 – 22. April 1912 (3.)
- László Lukács, 22. April 1912 – 10. Juni 1903
- Baron Stephan Burián, 10. Juni 1903 – 13. Januar 1915
- Graf István Tisza, 13. Januar 1915 – 29. Mai 1915 (2.)
- Baron Erwin Roszner von Roseneck, 29. Mai 1915 – 15. Juni 1917
- Graf Tivadar Batthyány, 15. Juni 1917 – 18. August 1917 (1.)
- Graf Aladár Zichy, 18. August 1917 – 31. Oktober 1918 (2.)
- Graf Tivadar Batthyány, 31. Oktober 1918 – 1. November 1918 (2.)
- Graf Mihály Károlyi, 1. November 1918 – 16. November 1918 (1.)

## 1918–1920
- Graf Mihály Károlyi, 16. November 1918 – 11. Januar 1919 (2.)
- Dénes Berinkey, 11. Januar 1919 – 24. Januar 1919
- Ferenc Harrer, 24. Januar 1919 – 21. März 1919
- Béla Kun, 21. März 1919 – 1. August 1919
- Péter Ágoston, 1. August 1919 – 6. August 1919
- Gábor Tánczos, 7. August 1919 – 15. August 1919
- Márton Lovászy, 15. August 1919 – 11. September 1919
- Graf József Somssich, 11. September 1919 – 29. Februar 1920 (1.)

## 1920–1946
- Graf József Somssich, 29. Februar 1920 – 15. März 1920 (2.)
- Sándor Simonyi-Semadam, 15. März 1920 – 19. April 1920
- Graf Pál Teleki, 19. April 1920 – 22. September 1920 (1.)
- Graf Imre Csáky, 22. September 1920 – 16. Dezember 1920
- Graf Pál Teleki, 16. Dezember 1920 – 17. Januar 1921 (2.)
- Gusztáv Gratz, 17. Januar 1921 – 12. April 1921
- Graf Pál Teleki, 12. April 1921 – 14. April 1921 (3.)
- Graf Miklós Bánffy, 14. April 1921 – 19. Dezember 1922
- Géza Daruváry, 19. Dezember 1922 – 7. Oktober 1924
- Graf István Bethlen, 7. Oktober 1924 – 15. November 1924
- Tibor Scitovszky, 15. November 1924 – 17. März 1925
- Lajos Walko, 17. März 1925 – 9. Dezember 1930 (1.)
- Graf Gyula Károlyi, 9. Dezember 1930 – 24. August 1931
- Lajos Walko, 24. August 1931 – 1. Oktober 1932 (2.)
- Endre Puky, 1. Oktober 1932 – 9. Januar 1933
- Gyula Gömbös, 9. Januar 1933 – 4. Februar 1933
- Kálmán Kánya, 4. Februar 1933 – 28. November 1938
- Vitéz Béla Imrédy, 28. November 1938 – 10. Dezember 1938
- Graf István Csáky, 10. Dezember 1938 – 27. Januar 1941
- Graf Pál Teleki, 27. Januar 1941 – 4. Februar 1941 (4.)
- László Bárdossy, 4. Februar 1941 – 7. März 1942
- Ferenc Keresztes-Fischer, 7. März 1942 – 9. März 1942
- Miklós Kállay, 9. März 1942 – 24. Juli 1943
- Jenő Ghyczy, 24. Juli 1943 – 22. März 1944
- Döme Sztójay, 22. März 1944 – 29. August 1944
- Vitéz Gusztáv Hennyey, 29. August 1944 – 16. Oktober 1944
- Baron Gábor Kemény, 6. Oktober 1944 – 28. März 1945
- János Gyöngyösi, 22. Dezember 1944 – 1. Februar 1946 (1.)

## 1946–1949
- János Gyöngyösi, 1. Februar 1946 – 31. Mai 1947 (2.)
- Ernő Mihályfi, 31. Mai 1947 – 24. September 1947
- Erik Molnár, 24. September 1947 – 5. August 1948 (1.)
- László Rajk, 5. August 1948 – 11. Juni 1949
- Gyula Kállai, 11. Juni 1949 – 20. August 1949 (1.)

## 1949–1989
- Gyula Kállai, 20. August 1949 – 12. Mai 1951 (2.)
- Károly Kiss, 12. Mai 1951 – 14. November 1952
- Erik Molnár, 14. November 1952 – 4. Juli 1953 (2.)
- János Boldóczki, 4. Juli 1953 – 30. Juli 1956
- Imre Horváth, 30. Juli 1956 – 2. November 1956 (1.)
- Imre Nagy, 2. November 1956 – 4. November 1956
- Imre Horváth, 4. November 1956 – 2. Februar 1958 (2.)
- Endre Sík, 2. Februar 1958 – 13. September 1961
- János Péter, 13. September 1961 – 14. Dezember 1973
- Frigyes Puja, 14. Dezember 1973 – 8. Juli 1983
- Péter Várkonyi, 8. Juli 1983 – 10. Mai 1989
- Gyula Horn, 10. Mai 1989 – 23. Oktober 1989 (1.)

## Seit 1989
- Gyula Horn, 23. Oktober 1989 – 23. Mai 1990 (2.)
- Géza Jeszenszky, 23. Mai 1990 – 15. Juli 1994
- László Kovács, 15. Juli 1994 – 8. Juli 1998 (1.)
- János Martonyi, 8. Juli 1998 – 17. Mai 2002 (1.)
- László Kovács, 17. Mai 2002 – 1. November 2004 (2.)
- Ferenc Somogyi, 1. November 2004 – 9. Juni 2006
- Kinga Göncz, 9. Juni 2006 – 14. April 2009
- Péter Balázs, 14. April 2009 – 29. Mai 2010
- János Martonyi, 29. Mai 2010 – 6. Juni 2014 (2.)
- Tibor Navracsics, 6. Juni 2014 – 23. September 2014
- Péter Szijjártó, seit 23. September 2014